# تولید دارو
شرکت داروسازی تولید دارو از شرکت های تابعه گروه دارویی برکت  یکی از کارخانه‌های داروسازی ایران است که در سال ۱۳۳۵ تأسیس شد. این شرکت در زمینه تولید، توزیع، واردات و صادرات انواع دارو فعالیت می‌کند. شرکت داروسازی تولید دارو دارای ۳۸۰ نفر پرسنل و چهار خط تولیدی مایعات، نیمه‌جامدات، جامدات، تزریقی است.

## تاریخچه
شرکت تولید دارو توسط خانواده خسروشاهی تأسیس شد و قبل از انقلاب با نام TD فعالیت می‌کرد. در دهه پنجاه، کاظم خسرو‌شاهی از طریق مشاهده سیستم فروش شرکت‌های آمریکایی تصمیم گرفت مدل بازاریابی دارو در ایران را تغییر دهد. آنها در هر استان دفتر پخش، انبار و حمل به وسیله کامیون و گاراژ برای کامیون‌ها به وجود آوردند و در استان ویزیتور دارویی، مدیر و سرپرست انتخاب کردند. این شرکت پس از انقلاب در جریان مصادره اموال و دارایی‌ها مصادره شد. در سال ۱۳۸۴ با تشکیل هلدینگ‌های تخصصی در گروه سرمایه‌گذاری البرز شرکت تولید دارو به دو بخش آرایشی-بهداشتی و دارویی تفکیک شد و از همان سال بخش دارویی تحت عنوان شرکت داروسازی تولید دارو (سهامی خاص) به فعالیت ادامه داد.